# Jay (Vermont)
Jay ist eine Town im Orleans County des Bundesstaates Vermont in den Vereinigten Staaten mit 551 Einwohnern (laut Volkszählung von 2020).

## Geografie

### Geografische Lage
Jay liegt im Nordwesten des Orleans Countys an der Grenze zu Kanada. Auf dem Gebiet der Town befinden sich nur wenige und sehr kleine Seen. Einige kleinere Flüsse durchfließen die Town in östlicher Richtung. Das Gebiet der Town ist hügelig, vor allem im Westen durchzieht eine Gipfelkette der Green Mountains die Town. Die höchsten Erhebungen sind der 1176 m hohe Jay Peak im Jay State Forest und in nördlicher Richtung der 1036 m hohe Doll Peak, der 1047 m hohe North Jay Peak und der 795 m hohe Burnt Mountain.

### Nachbargemeinden
Alle Entfernungen sind als Luftlinien zwischen den offiziellen Koordinaten der Orte aus der Volkszählung 2010 angegeben.
- Norden: Sutton, Kanada, 13,1 km
- Osten: Troy, 13,7 km
- Süden: Westfield, 3,5 km
- Westen: Richford, 10,1 km

### Klima
Die mittlere Durchschnittstemperatur in Jay liegt zwischen −11,7 °C (11 °Fahrenheit) im Januar und 18,3 °C (65 °Fahrenheit) im Juli. Damit ist der Ort gegenüber dem langjährigen Mittel der USA um etwa 9 Grad kühler. Die Schneefälle zwischen Mitte Oktober und Mitte Mai liegen mit mehr als zwei Metern etwa doppelt so hoch wie die mittlere Schneehöhe in den USA. Die tägliche Sonnenscheindauer liegt am unteren Rand des Wertespektrums der USA, zwischen September und Mitte Dezember sogar deutlich darunter.

## Geschichte
Der erste Grant für das Gebiet der Town ging nach einer Petition um Land im Norden im März 1780 an die Familie Wyllis. Die Town sollte Wyllis heißen. Jedoch ließen die Wyllis den Grant verfallen. Am 13. März 1780 wurde das Land erneut ausgerufen, diesmal unter dem Namen Carthage. Es fanden sich jedoch keine Siedler. Am 7. November 1792 wurde der Grant erneut vergeben. Ein Drittel des Landes ging an Thomas Chittenden, den Gouverneur von Vermont, dem der Staat Vermont noch 350 Pounds Entlohnung schuldete. Die anderen zwei Drittel des Gebietes wurden am 28. Dezember 1792 als Grant an John Jay, den ehemaligen Gouverneur von New York, Vorsitzenden des Continental Congresses und ersten Obersten Richter der USA sowie an seinen Mitarbeiter John Crozine vergeben. Beide hatten entscheidenden Einfluss auf die Beilegung der Landstreitigkeiten zwischen New York und Vermont und ermöglichten damit, dass Vermont der 14. Bundesstaat der Vereinigten Staaten werden konnte. Nach John Jay wurde die Town Jay genannt.
Das an Chittenden vergebene Land wurde durch Curtis Elkins vermessen und in 76 gleich große Teile geteilt. Der erste Siedler auf einem der Teile war Samuel Palmer im Jahr 1803. Jedoch hatte er das Gebiet bereits wieder verlassen, bevor sich die Town organisieren konnte.
Am 29. August 1805 trafen sich die künftigen Siedler des Gebietes, welches John Jay und John Crozine gegeben worden war. Es wurde beschlossen, dass Curtis Elkins auch diese Gebiete vermessen und in gleiche Teile teilen sollte. Dies dauerte bis 1806, erst danach konnte die Besiedlung starten. Die Besiedlung erfolgte nur schleppend und am 29. März 1828 fand das erste Town Meeting statt, auf dem die Town organisiert wurde.

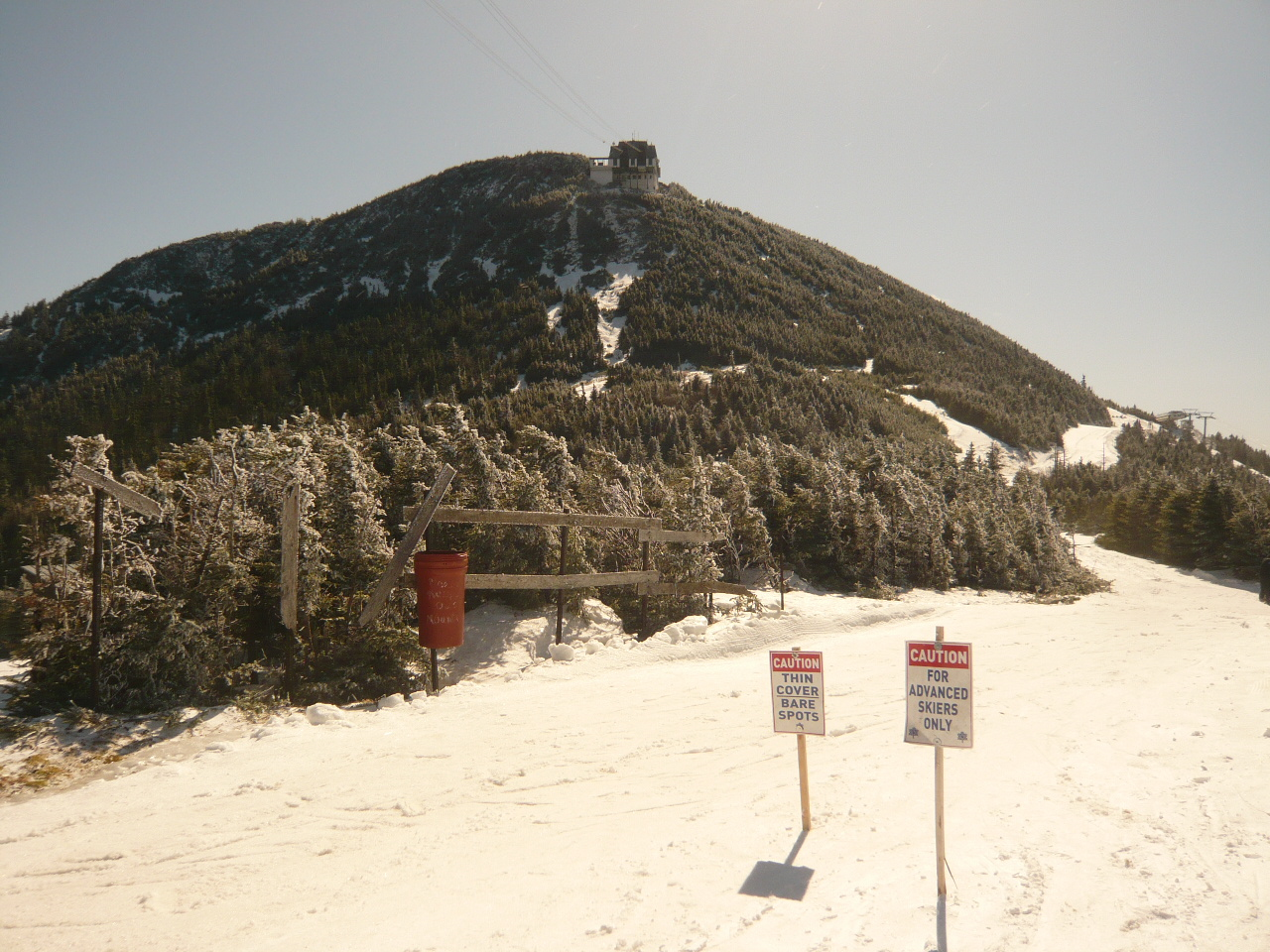
Pisten am Jay Peak

Solomon Wolcott errichtete im Jahr 1822 die erste Sägemühle und die erste Schule wurde im Jahr 1831 im Zentrum der Town von Eli Hunt gebaut. Weitere Unternehmen folgten: Schmiede, Gerberei, Kutschenbau, Radbau, Schreinerei, Sargschreiner und weitere. Es gab Kirchengemeinden der Baptisten, Methodisten und der Christian Church. Ein Postamt wurde im Jahr 1836 gegründet und bis 1905 betrieben.
Nachdem das Jay Peak Resort in den 1960er Jahren entstand, konnte der Einwohnerschwund gebremst werden und die Einwohnerzahlen stiegen wieder etwas an. Von den etwa 380 Wohnungen in Jay werden 230 als Ferienwohnungen genutzt. Es gibt Bars, Restaurants und Geschäfte für die Ski-Touristen.
Am 10. November 1943 zerschellte ein Flugzeug der Royal Canadian Air Force bei starkem Schneefall an einem Berghang des Jay Peaks. Dabei starb ein Besatzungsmitglied.

### Einwohnerentwicklung
| Volkszählungsergebnisse – Town of Jay, Vermont | Volkszählungsergebnisse – Town of Jay, Vermont | Volkszählungsergebnisse – Town of Jay, Vermont | Volkszählungsergebnisse – Town of Jay, Vermont | Volkszählungsergebnisse – Town of Jay, Vermont | Volkszählungsergebnisse – Town of Jay, Vermont | Volkszählungsergebnisse – Town of Jay, Vermont | Volkszählungsergebnisse – Town of Jay, Vermont | Volkszählungsergebnisse – Town of Jay, Vermont | Volkszählungsergebnisse – Town of Jay, Vermont | Volkszählungsergebnisse – Town of Jay, Vermont |
| Jahr                                           | 1800                                           | 1810                                           | 1820                                           | 1830                                           | 1840                                           | 1850                                           | 1860                                           | 1870                                           | 1880                                           | 1890                                           |
| ---------------------------------------------- | ---------------------------------------------- | ---------------------------------------------- | ---------------------------------------------- | ---------------------------------------------- | ---------------------------------------------- | ---------------------------------------------- | ---------------------------------------------- | ---------------------------------------------- | ---------------------------------------------- | ---------------------------------------------- |
| Einwohner                                      |                                                | 28                                             | 52                                             | 196                                            | 306                                            | 371                                            | 474                                            | 553                                            | 696                                            | 641                                            |
| Jahr                                           | 1900                                           | 1910                                           | 1920                                           | 1930                                           | 1940                                           | 1950                                           | 1960                                           | 1970                                           | 1980                                           | 1990                                           |
| Einwohner                                      | 530                                            | 513                                            | 368                                            | 274                                            | 230                                            | 243                                            | 197                                            | 182                                            | 302                                            | 381                                            |
| Jahr                                           | 2000                                           | 2010                                           | 2020                                           | 2030                                           | 2040                                           | 2050                                           | 2060                                           | 2070                                           | 2080                                           | 2090                                           |
| Einwohner                                      | 426                                            | 521                                            | 551                                            |                                                |                                                |                                                |                                                |                                                |                                                |                                                |

## Wirtschaft und Infrastruktur

### Verkehr
Die Vermont State Route 105 führt in westöstlicher Richtung von Richford im Westen nach Troy im Osten. Sie verläuft zentral durch die Town. Im Süden führt die Vermont State Route 242 ebenfalls in westöstlicher Richtung von Westfield nach Troy.

### Öffentliche Einrichtungen
In Jay gibt es kein eigenes Krankenhaus. Das nächstgelegene Krankenhaus ist das North Country Hospital & Health Care in Newport City.

### Bildung
Jay gehört zur North Country Supervisory Union. In Jay befindet sich die Jay/Westfield Joint Elementary School, eine Gemeinschaftsschule der Towns Jay und Westfield.
Jay hat keine eigene Bibliothek. Die nächsten Bibliotheken sind die Goodrich Memorial Library in Newport City und die Haskell Free Library and Opera House in Derby Line.

## Persönlichkeiten

### Söhne und Töchter der Stadt
- D. A. N. Chase (1875–1953), Politiker und Vizegouverneur des Bundesstaates Kansas